# Ludres
Ludres ist eine französische Gemeinde mit 5899 Einwohnern (Stand 1. Januar 2022) im Département Meurthe-et-Moselle in der Region Grand Est (bis 2015 Lothringen). Sie gehört zum Arrondissement Nancy und zum Kanton Jarville-la-Malgrange.

## Geografie
Die Gemeinde Ludres liegt oberhalb des Moseltales, etwa sieben Kilometer südlich von Nancy. Im Gemeindegebiet von Ludres kreuzen sich die Autobahnen A 33 und A 330.

## Bevölkerungsentwicklung
| Jahr      | 1962 | 1968 | 1975 | 1982 | 1990 | 1999 | 2007 | 2019 |
| --------- | ---- | ---- | ---- | ---- | ---- | ---- | ---- | ---- |
| Einwohner | 1132 | 1239 | 1582 | 5376 | 6236 | 6821 | 6680 | 6142 |

## Sehenswürdigkeiten
- Kirche Saint-Epvre
- Rathaus (Hôtel de ville) mit restauriertem Lavoir

|  |  |  |

## Städtepartnerschaften
Partnerstädte von Ludres sind
- Furth im Wald in Deutschland
- Furth bei Göttweig in Österreich
- Domažlice (Taus) in Tschechien